# Fred T. Hunt Memorial Award
Il Fred T. Hunt Memorial Award è un premio annuale della American Hockey League che viene assegnato al giocatore che meglio esemplifica le doti di sportività, determinazione e dedizione verso l'hockey su ghiaccio, selezionato dai giocatori e dai giornalisti. Il trofeo è in onore di Fred T. Hunt, ex giocatore, general manager e dirigente dei Buffalo Bisons, capace di vincere in carriera sei Calder Cup. L'Hunt Trophy originale fu donato dai Buffalo Sabres.

## Vincitori
| Stagione  | Giocatore         | Squadra                |
| --------- | ----------------- | ---------------------- |
| 1977-78   | Blake Dunlop      | Maine Mariners         |
| 1978-79   | Bernie Johnston   | Maine Mariners         |
| 1979-80   | Norm Dubé         | Nova Scotia Voyageurs  |
| 1980-81   | Tony Cassolato    | Hershey Bears          |
| 1981-82   | Mike Kaszycki     | New Brunswick Hawks    |
| 1982-83   | Ross Yates        | Binghamton Whalers     |
| 1983-84   | Claude Larose     | Sherbrooke Jets        |
| 1984-85   | Paul Gardner      | Binghamton Whalers     |
| 1985-86   | Steve Tsujiura    | Maine Mariners         |
| 1986-87   | Glenn Merkosky    | Adirondack R. Wings    |
| 1987-88   | Bruce Boudreau    | Springfield Indians    |
| 1988-89   | Murray Eaves      | Adirondack R. Wings    |
| 1989-90   | Murray Eaves      | Adirondack R. Wings    |
| 1990-91   | Glenn Merkosky    | Adirondack R. Wings    |
| 1991-92   | John Anderson     | New Haven Nighthawks   |
| 1992-93   | Tim Tookey        | Hershey Bears          |
| 1993-94   | Jim Nesich        | Cape Breton Oilers     |
| 1994-95   | Steve Larouche    | PEI Senators           |
| 1995-96   | Ken Gernander     | Binghamton Rangers     |
| 1996-97   | Steve Passmore    | Hamilton Bulldogs      |
| 1997-98   | Craig Charron     | Rochester Americans    |
| 1998-99   | Mitch Lamoureux   | Hershey Bears          |
| 1999-2000 | Randy Cunneyworth | Rochester Americans    |
| 2000-01   | Kent Hulst        | Portland Pirates       |
| 2000-01   | Kent Hulst        | Providence Bruins      |
| 2001-02   | Nathan Dempsey    | St. John's Maple Leafs |
| 2002-03   | Chris Ferraro     | Portland Pirates       |
| 2002-03   | Eric Healey       | Manchester Monarchs    |
| 2003-04   | Ken Gernander     | Hartford Wolf Pack     |
| 2004-05   | Chris Taylor      | Rochester Americans    |
| 2005-06   | Mark Cullen       | Norfolk Admirals       |
| 2006-07   | Mike Keane        | Manitoba Moose         |
| 2007-08   | Jordan Sigalet    | Providence Bruins      |
| 2008-09   | Ajay Baines       | Iowa Chops             |
| 2009-10   | Casey Borer       | Albany River Rats      |
| 2010-11   | Bryan Helmer      | Oklahoma C. Barons     |
| 2011-12   | Chris Minard      | G. Rapids Griffins     |
| 2012-13   | Brandon Davidson  | Oklahoma C. Barons     |
| 2013-14   | Jake Dowell       | Iowa Wild              |
| 2014-15   | Jeff Hoggan       | G. Rapids Griffins     |
| 2015-16   | Tom Kostopoulos   | WBS Penguins           |